# Ilona Staller
Ilona Staller (Budapest; 26 de noviembre de 1951), seudónimo de Elena Anna Staller, es una ex política, cantante y actriz pornográfica húngara naturalizada italiana.
Conocida con el apelativo de Cicciolina, saltó al plano mediático debido a la grabación de escenas sexuales controvertidas, en general toda su carrera estuvo rodeada de polémicas que generaban eco mediático, siendo la primera actriz de cine para adultos en el mundo en ser elegida diputada de la Cámara de Diputados de Italia por la lista del Partido Radical. 
También ha trabajado en radio, televisión y música.

## Biografía

### Primeros años
Ilona nació en el distrito de Pest, en Budapest (Hungría). Su padre fue un funcionario del Ministerio del Interior húngaro y su madre una partera llamada Ilona. Aseguró en su autobiografía haber sido abusada sexualmente a los 10 años y violada por un novio a los 14. A la edad de 13 años comenzó a trabajar en la agencia de modelos húngara M.T.I.
Más tarde, mientras trabajaba como camarera en un hotel de Budapest, los servicios secretos húngaros la captaron para que espiara a empresarios y políticos estadounidenses alojados en el hotel. «Debía ir a sus habitaciones, hacerles hablar y fotografiar los documentos que encontraba en su equipaje», dijo en una entrevista.

### Pornografía y mundo del espectáculo
A la edad de 25 años, se casó con un cliente italiano del hotel, llamado Salvatore Martini, adquiriendo la ciudadanía italiana y se estableció en Roma. Allí conoció al productor de cine erótico Riccardo Schicchi con el que condujo, en 1973, un programa de radio llamado Voulez-vous coucher avec moi? ("¿Quieres acostarte conmigo?") en la emisora privada Radio Luna. Se trataba de un programa con un erotismo espontáneo y explícito, una idea revolucionaria en ese momento, con llamadas telefónicas de los oyentes. Una voz femenina interactuaba con ellos a los que denominaba «cicciolini» y «ciccioline». La voz era la de Elena Anna, que llevaba el seudónimo de Ilona Staller, nombre con la que sería conocida en adelante. De allí nació el apodo de «cicciolina», un diminutivo afectuoso que significa en italiano coloquial «querida» o «queridísima, dicho desde la ternura, desde el fondo del corazón».
Comenzó a aparecer en películas desde 1974 bajo el seudónimo de Elena Mercury. A partir de la película La liceale (La colegiala) de 1975, dirigida por Michele Massimo Tarantini, es acreditada como Ilona Staller. En esta película interpreta el papel de Mónica, una alumna lesbiana que se enamora de la protagonista (interpretada por Gloria Guida). También obtuvo papeles en dos películas de autor, dirigidas por Alberto Lattuada y Miklós Jancsó. En 1976 introdujo por primera vez en Italia el desnudo integral en un lugar público, una discoteca. En 1979 llegó a la televisión, participando en C'era due volte, programa de la Rai 2 conducido por Enzo Trapani, donde bailaba y cantaba sólo con velos. Sus pechos fueron los primeros en ser expuestos en vivo en la televisión italiana.
Staller apareció en su primera película de porno duro, Telefono rosso (Teléfono rojo), en 1983, producida por Diva Futura, compañía que fundó con Schicchi. Esta fue la primera agencia de casting y producción en Italia especializada en pornografía y que lanzó a la fama a actrices como Moana Pozzi, Jessica Rizzo, Éva Henger y Barbarella, entre otras. En 1985, realiza el primer desnudo integral femenino en la televisión española, en la gala de fin de año ¡Viva 86!
En 1986, aparece en Cicciolina Number One, película controvertida que le causaría problemas posteriormente. «(...) En muchas páginas se decía que yo había tenido sexo con un caballo. Eso es completamente falso, es una barbaridad. Hice una película, que todo el mundo puede ver en Internet (...). Al fondo hay otra actriz teniendo sexo con un caballo, pero no soy yo, evidentemente». La actriz a la que Staller alude es la actriz porno Denise Dior, que aparece realizando una felación a un caballo.
Sus memorias fueron publicadas en el libro Confessioni erotiche di Cicciolina ("Confesiones eróticas de Cicciolina"), en 1987. Ese mismo año apareció en Carne bollente, coprotagonizada por John Holmes. La película más tarde causaría un gran revuelo cuando se reveló que Holmes había dado positivo en la prueba del VIH antes de aparecer en ella. Su última película pornográfica fue Passione indecente (Luna Park dell'amore), rodada en 1991.
Staller ha aparecido desnuda en las ediciones de Playboy de varios países. La primera fue en Argentina en marzo de 1988. Otras apariciones para la revista fueron en Estados Unidos (septiembre de 1990), Hungría (junio de 2005), Serbia (julio de 2005) y México (septiembre de 2005).
Tras el abandono del género pornográfico, en 1994 interpretó el papel de una stripper en Replikator y dos años más tarde, en 1996, participó en algunos episodios de la telenovela brasileña Xica da Silva, interpretando a una cortesana italiana que se hacía pasar como una princesa que recolectaba fondos para construir un convento, aunque su intención era estafar. En 2008, fue concursante de la versión argentina de Strictly Come Dancing, llamada Bailando por un sueño, programa que tuvo que abandonar tras sufrir una fractura de costilla.

### Procesos judiciales
En 1991, se casó con el empresario estadounidense Jeff Koons. Juntos tuvieron un hijo, Ludwig, en 1992. Ese mismo año se separaron y se divorciaron en 1994 en Nueva York y cuatro años más tarde, en 1998, su divorcio fue confirmado por un tribunal italiano. Koons recibió la custodia de Ludwig. Un juez ordenó que el niño permaneciera en Nueva York, pero en junio de 1994 Staller evadió a los guardias de seguridad de Koons y huyó a Italia con el niño.
La actriz emprendió una batalla legal para asegurar la custodia del hijo de la pareja, litigio que finalmente fue asignado a un tribunal italiano. Sin embargo, Staller fue sentenciada a ocho meses de prisión por secuestrar a su hijo en Estados Unidos y llevarlo a Italia. Para este caso, se presentó una demanda contra Ilona Staller por daños morales, promovida por Koons, que solicitó 6 millones de dólares en 2008.
Posteriormente, Ilona Staller encargó su defensa al abogado Luca Di Carlo, que se hizo famoso con el apelativo «Avvocato del Diavolo» ("abogado del diablo"), contra el ejército de abogados de su exmarido estadounidense, Jeff Koons. Di Carlo consiguió la victoria en el histórico juicio del derecho penal internacional de Ilona Staller, que también fue absuelta por el Tribunal de Apelación de Roma de las acusaciones de haber impedido al exmarido reunirse con su hijo, y tuvo la victoria también sobre la demanda millonaria de indemnización promovida por Jeff Koons en 2008, cerrando definitivamente la histórica batalla jurídica internacional por el secuestro internacional de menores en Estados Unidos.
En 2009, Staller interpuso una demanda de indemnización de 30 millones de euros contra Sky Cinema por el uso ilegal del personaje de Cicciolina en la miniserie Moana.
En 2014, la actriz sufrió en Roma un robo colosal de toda su colección privada de material histórico y artístico a partir de 1974 en adelante, referente a Ilona Staller, el personaje de Cicciolina también con el artista estadounidense Jeff Koons, Moana Pozzi y varios otros personajes.
En 2015, Staller decidió iniciar un proceso contra el Parlamento italiano, que tenía por objeto su indemnización parlamentaria. Tras una sentencia estadounidense de la Corte Suprema de Nueva York, vinculada al estadounidense Jeff Koons, se entabló en Italia un recurso para congelar la indemnización parlamentaria de la actriz Staller. Sin embargo, el abogado de Staller consiguió anular las acciones originadas por la sentencia del Tribunal Supremo de Nueva York, por lo que solicitó a la Cámara de Diputados, a la Mesa de la Presidencia de la Cámara de Diputados, a la Secretaría General de la Cámara de Diputados y al Parlamento que devolvieran la indemnización a Staller.

### Actividad política
Se ocupó en varias ocasiones de política, hablando sobre temas de actualidad en entrevistas y en los espacios radiofónicos. En 1979, Staller fue presentada como candidata al Parlamento italiano por la Lista del Sole, el primer partido verde de Italia, pero no logró resultados significativos. 
En 1985, cambió al Partido Radical, luchando contra la energía nuclear y el ingreso en la OTAN, así como por los derechos humanos. Fue elegida diputado en la décima legislatura del Parlamento italiano en 1987, con cerca de 20 000 votos, resultando segunda en las listas del Partido Radical. Mientras ocupaba el cargo, y antes de que comenzara la guerra del Golfo, se ofreció a tener relaciones sexuales con el líder iraquí Sadam Huseín a cambio de la paz en la región. «Era algo innovador: nadie pensaba así del amor, del sexo, de la naturaleza. Nadie hacía política con el cuerpo(...)», recordó en una entrevista en 2017.

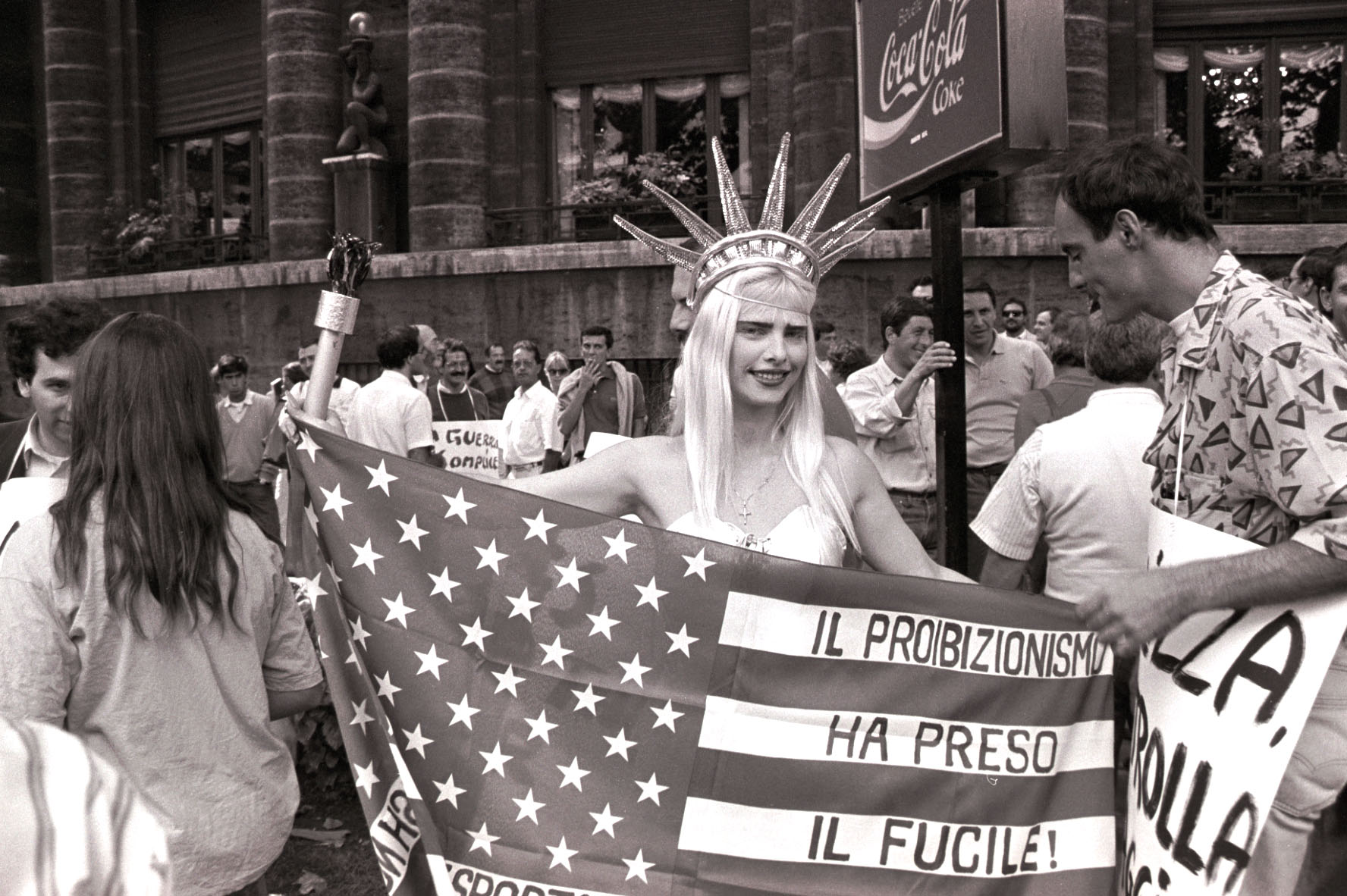
Ilona Staller en la manifestación antiprohibición del Partido Radical de Roma en 1989.

En 1991, Staller, junto con la actriz porno Moana Pozzi, fue candidata por el Partito dell' Amore ("Partido del amor"), fundado por Riccardo Schicchi y Mauro Biuzzi, sin embargo no fue reelegida esta vez. A pesar de ello, continuó su actividad política luchando por la libertad sexual de los presos, contra todas las formas de violencia y censura, contra el uso indiscriminado de animales para experimentos científicos, por la despenalización de las drogas y, finalmente, por la promoción de la educación sexual en las escuelas y campañas de información sobre los peligros del sida, así como por la paz en el mundo.
En enero de 2002, se presentó a las elecciones al Parlamento húngaro como diputada independiente por el distrito industrial Kőbánya de Budapest, pero obtuvo muy pocos votos.
En 2004, anunció planes para presentarse a la alcaldía de Milán y de hacer de esta un «lugar interesante», convirtiendo el Castillo Sforzesco en un casino. En abril de 2006 hizo a Osama bin Laden la misma oferta que en su momento hizo a Sadam Huseín: «Estoy dispuesta a hacer un trato. Él puede tenerme a cambio de terminar con su tiranía».
El 27 de septiembre de 2011 anunció que quería presentarse a la alcaldía de Monza con una propuesta similar, fundando un partido «optimista y futurista». Prometió hacer, en caso de que ganara, la ciudad «más emocionante», así como transformar la Villa real en un casino; sin embargo, la llamada lista Libertari no alcanzó el éxito esperado.
En septiembre de 2011, se reveló que Staller tenía derecho a percibir una pensión anual de 39.000 euros del Estado italiano por sus cinco años en el parlamento del país. En respuesta a la polémica planteada por la noticia, la exestrella pornográfica, que comenzó a recibir la pensión en noviembre de 2011, cuando cumplió 60 años, declaró: «Me la gané y estoy orgullosa de ella». Afirmó que durante sus cinco años en el Parlamento había presentado doce proyectos de ley que incluían medidas para introducir la educación sexual en las escuelas, realizar visitas conyugales a los reclusos y prohibir la vivisección.
En 2012, Staller fundó el partido «Democrazia, Natura, Amore» (DNA). Sus objetivos incluían la legalización del matrimonio entre personas del mismo sexo, la reapertura de antiguos burdeles («casas cerradas»), un salario mínimo garantizado para los jóvenes, mejoras en el poder judicial y la eliminación de los privilegios de la rica «casta» política.
También fue nominada, a propuesta del escritor y bloguero Luca Bagatin, a las elecciones administrativas en Roma los días 26 y 27 de mayo de 2013 por la lista de los Republicanos y Liberales. La lista de los Liberales no consiguió un gran consenso, deteniéndose al 0,08 % de los votos y no logrando así entrar en el Ayuntamiento de Roma.

### Carrera musical
Staller ha grabado varias canciones, en su mayoría de presentaciones en vivo, con letras casi siempre enfocadas en el sexo y cantadas con una melodía simple, teniendo como objetivo transgredir las normas morales. Su canción más famosa es Muscolo rosso, una canción enteramente dedicada a il cazzo («el pene», en italiano). Debido a su uso extensivo de blasfemias, la canción no pudo ser lanzada en Italia, sino que se convirtió en un éxito en otros países, especialmente en Francia. La canción ganó una gran popularidad en la era del Internet, cuando muchos hablantes de italiano pudieron escucharla por primera vez.
Varias canciones inéditas fueron grabadas durante su periodo de la  RCA y el periodo de la agencia Diva Futura. Algunas de estas canciones inéditas fueron usadas posteriormente durante sus programas de televisión, actuaciones en vivo o como bandas sonoras en sus películas pornográficas.

### En la cultura popular
La banda británica Pop Will Eat Itself lanzó una canción titulada Touched by the Hand of Cicciolina (Tocado por la mano de Cicciolina) como tema no oficial de la Copa Mundial de 1990. La canción alcanzó el número 28 en las listas de sencillos del Reino Unido. También una banda de industrial de los noventa, Machines of Loving Grace, rindió homenaje a la Cicciolina en su primer álbum homónimo y le puso su nombre a una canción.
En el año 2007 participó junto a la cantante Elizabeth Maciel en el Festival Erótico de Barcelona
En 2013, la supermodelo australiana Miranda Kerr protagonizó una producción de fotos para la revista V caracterizada como la Cicciolina.
El grupo chileno Los Peores de Chile, en su disco homónimo de 1994, lanzaron una canción titulada «Cicciolina».
En 2020, la cantante finlandesa Erika Vikman participó en el concurso Uuden Musik Kiilpaliu 2020 con una canción llamada «Cicciolina». Finalizó en segundo lugar y no logró la clasificación al  Festival de la Canción de Eurovisión 2020.
También en 2020, la actriz hispanoitalana Miriam Giovanelli la interpretó para el sexto episodio de la serie española Veneno, de Javier Calvo y Javier Ambrossi.

## Filmografía

### Convencional

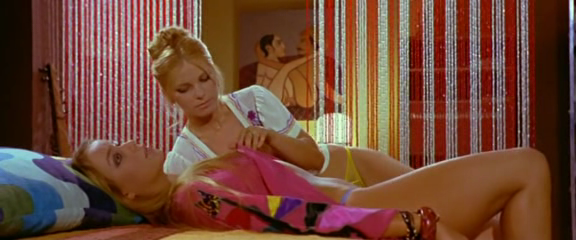
Gloria Guida e Ilona Staller en La colegiala, de 1975.

- Encuentro de amor en Bali (1970) (acreditada como Elena Mercury)
- Vicio en la ciudad, dirigida por Romolo Guerrieri (1974) (no acreditada)
- Cinco mujeres para un asesinato, dirigida por Stelvio Massi (1974)
- Las pícaras aventuras de Drácula, dirigida por Lucio Fulci (1975) (no acreditada)
- Llamando a todos los carros de la policía, dirigida por Mario Caiano (1975) (no acreditada)
- Prostitución de menores, dirigida por Carlo Lizzani (1975) (no acreditada)
- La ingenua, dirigida por Gianfranco Baldanello (1975)
- La profesora lo enseña todo, dirigida por Guido Leoni (1975)
- La colegiala, dirigida por Michele Massimo Tarantini (1975)
- Corazón de perro, dirigida por Alberto Lattuada (1975)
- Inhibición, dirigida por Paolo Poeti (1976)
- I prosseneti, dirigida por Brunello Rondi (1976)
- Vicios privados, virtudes públicas, dirigida por Miklós Jancsó (1976)
- Bestialidad, dirigida por Peter Skerl (1976)
- El mundo de los sentidos de Emy Wong, dirigida por Bitto Albertini (1977)
- Deseo de mujer, dirigida por Franco Bottari (1978)
- Dedicato al mare Egeo, dirigida por Masuo Ikeda (1979)
- John Travolto... da un insólito destino, dirigida por Neri Parenti (1979)
- Cicciolina amore mio, dirigida por Amasi Damiani (1979)
- Vacaciones al desnudo, dirigida por Marcello Aliprandi (1979)
- Replikator, dirigida por Philip Jackson (1994)
- En la cama con el enano Mimmo, dirigida por Gianni Bolò (2013)

### Pornográfica (parcial)
- La conchiglia dei desideri, dirigida por Riccardo Schicchi (1983)
- Porno Poker, dirigida por Riccardo Schicchi (1984)
- Cicciolina il giorno dopo - Orgia nucleare, regia di Riccardo Schicchi (1984)
- Telefono rosso, dirigida por Riccardo Schicchi (1986)
- Banane al cioccolato, dirigida por Riccardo Schicchi (1986)
- Cicciolina number one, dirigida por Riccardo Schicchi (1986)
- I racconti sensuali di Cicciolina, dirigida por Riccardo Schicchi (1986)
- Carne bollente, dirigida por Riccardo Schicchi (1987)
- Moana e... le altre regine, dirigida por Lawrence Webber (1987)
- La bottega del piacere, dirigida por Hard Sac (1988)
- Backdoor Summer, dirigida por Jim Reynolds (1988)
- Telefono rosso number 2, dirigida por Riccardo Schicchi (1988)
- Backdoor Summer II, dirigida por Jim Reynolds (1989)
- Supervogliose di maschi (Palm Springs Week-end), dirigida por Jim Reynolds (1990)
- Vogliose ed insaziabili per stalloni superdotati (Back Fire), dirigida por Gregory J. Schell (1990)
- Cicciolina e Moana "Mondiali" (Sexy Mundial '90), dirigida por Jim Reynolds (1990)
- Le donne di Mandingo, dirigida por Jim Reynolds (1990)
- Amori particolari transessuali, dirigida por Hans Ruiz (1990)
- All'onorevole piacciono gli stalloni, dirigida por Jim Reynolds (1990)
- Tutte le provocazioni di Moana, dirigida por Hard Sac (1990)
- Carcere amori bestiali, dirigida por Martin White (1991)
- Le perversioni degli angeli, dirigida por Riccardo Schicchi (1991)
- Luna park dell'amore, dirigida por Riccardo Schicchi (1992)
- Ore 9 scuola a tutto sesso - Goduria sfrenata, dirigida por Martin White (1992)
- Passione indecente, dirigida por Riccardo Schicchi (1993)

## Televisión
- C'era due volte, conducido por Enzo Trapani (1980, variedad)
- Xica da silva (1996)

## Discografía

### Álbumes de estudio
- 1979 - Ilona Staller
- 1988 - Muscolo rosso
- 1988 - Sonhos Eróticos
- 1989 - Kebelbarátság
- C'era due volte
- Diamante
- Fantasy
- San Francisco Dance

### Sencillos
- 1978 - «Voulez vous coucher avec moi?»
- 1979 - «I Was Made for Dancing»
- 1979 - «Cavallina a cavallo/Più su sempre più su»
- 1980 - «Buone vacanze/Ti amo uomo»
- 1981 - «Ska skatenati/Disco smack»
- 1987 - «Muscolo rosso»
- 1989 - «San Francisco Dance/Living in my Paradise/My Sexy Shop»

### Colaboraciones
- 1979 - Dedicato al Mar Egeo, banda sonora de Ennio Morricone publicada en Japón solamente; aunque ella no canta, se la retrata desnuda en la cubierta y contracubierta. Grabó dos canciones de ese álbum, «Cavallina a cavallo» y «Mar Egeo», más tarde ese año. El LP existe en 2 versiones, una con títulos japoneses y otra con títulos italianos. También existe una versión en CD.
- 1979 - Aquarium Sounds; canta en la canción «Elena tip»